# Richard Fromberg
Richard James Fromberg (ur. 28 kwietnia 1970 w Ulverstone) – australijski tenisista, reprezentant w Pucharze Davisa, olimpijczyk z Barcelony (1992).

## Kariera tenisowa
Fromberg pochodzi z rodziny o sportowych tradycjach, jego ojciec uprawiał futbol australijski. Treningi tenisowe rozpoczął jako 10–latek, a w 1987 osiągnął finały singla i debla w juniorskich konkurencjach Australian Open.
Od 1988 występował w rywalizacji zawodowej, w 1989 wygrał po raz pierwszy turniej ATP Challenger Tour, a rok później odniósł już dwa zwycięstwa w cyklu ATP World Tour. Fromberg triumfował w 1990 w Bolonii, gdzie w finale pokonał Marca Rosseta, oraz w Båstad, gdzie jego finałowym przeciwnikiem był Magnus Larsson. Był w tymże roku również w finale w Singapurze (porażka z Kellym Jonesem), w drodze do ćwierćfinału w londyńskim Queen’s Clubie wyeliminował (na trawie) późniejszego wielokrotnego mistrza Wimbledonu Pete Samprasa, a po ćwierćfinale w Cincinnati, gdzie zanotował pierwsze zwycięstwo nad zawodnikiem aktualnie sklasyfikowanym w czołowej dziesiątce rankingu światowego (Agassim, wówczas nr 4.) awansował na 24. miejsce w klasyfikacji ATP World Tour (w sierpniu 1990), co do końca kariery pozostało jego najwyższą pozycją rankingową.
Australijczyk nieprzerwanie figurował w pierwszej setce rankingu światowego przez kolejne 11 lat. W 1991 wygrał turniej w Wellington (w finale Larsem Jonssonem), w 1993 doszedł do finału w Tampa (porażka z Jaime Yzagą), w 1994 był w finałach w Hilversum (porażka z Karelem Nováčkiem) i Florencji (przegrana z Marcelo Filippinim), w 1995 w finale w Sydney uległ Patrickowi McEnroe. Na ponowne zwycięstwo turniejowe czekał do 1997, kiedy w finale w Bukareszcie pokonał Andreę Gaudenziego. W 1998 zanotował kolejne dwa turniejowe finały, w Auckland przegrywając z Marcelo Ríosem, a w Amsterdamie z Magnusem Normanem.
Najlepszymi wynikami Fromberga w zawodach Wielkiego Szlema są 4 rundy Australian Open 1993 i Australian Open 1998, w pozostałych turniejach wielkoszlemowych osiągał 3 rundy. Latem 1992 zagrał w konkurencji gry pojedynczej na igrzyskach olimpijskich w Barcelonie ponosząc porażkę w 1 rundzie z Michaelem Stichem.
Jako deblista wygrał dwa turnieje – w 1990 w Schenectady (w parze z Bradem Pearce’em) i w 1997 w Kitzbühel w 1997 (z Wayne’em Arthursem). W lutym 1998 został sklasyfikowany jako 159. tenisista rankingu deblistów.
W ciągu całej kariery zmagał się z licznymi kontuzjami, a podczas Australian Open 2002 zakończył zawodową karierę. Występuje od tego czasu w turniejach weteranów. Australijczyk, praworęczny, wysoki, obdarzony silnym serwisem i mocnym uderzeniem forhendowym (bekhend grał oburącz), cieszył się opinią jednego z lepszych specjalistów gry na wolnej nawierzchni ziemnej w swoim kraju. Zapewniało mu to miejsce w reprezentacji narodowej Pucharu Davisa, w której Fromberg debiutował w 1990, w finale rozgrywek przeciwko Stanom Zjednoczonym. Debiutant przegrał swój mecz z Agassim, pokonał Changa, a trofeum zdobyli Amerykanie. W 1991 Fromberg w meczu ćwierćfinałowym pokonał Francuzów Fabrice’a Santoro i Guya Forgeta, ale nie wystarczyło to do wygranej (swoje mecze singlowe przegrał Wally Masur, przegrał też debel Mark Kratzmann–Todd Woodbridge), a Francuzi sięgnęli potem po trofeum. W 1993 ponownie Fromberg wystąpił w finale Pucharu Davisa, tym razem przeciwko Niemcom, ale ponownie ekipa australijska została pokonana. Fromberg wygrał z Goellnerem, broniąc kilku piłek meczowych, ale przegrał ze Stichem decydujące, czwarte spotkanie finału. Od tego czasu występował w ekipie narodowej sporadycznie, ostatni start notując z reprezentacją w 2001, niedokończonym pojedynkiem z Brazylijczykiem Alexandre Simonim. Łącznie wygrał w ramach Pucharu Davisa 11 spotkań, przegrał 4 (1 mecz niedokończony); raz wystąpił w deblu, partnerując Toddowi Woodbridge w zwycięskim meczu z parą tajwańską w 1996.

### Finały w turniejach ATP World Tour
| Legenda                                      |
| -------------------------------------------- |
| Wielki Szlem                                 |
| Igrzyska olimpijskie                         |
| Tennis Masters Cup / ATP Finals              |
| ATP Masters Series / ATP Tour Masters 1000   |
| ATP International Series Gold / ATP Tour 500 |
| ATP International Series / ATP Tour 250      |

#### Gra pojedyncza (4–7)
| Końcowy wynik | Nr | Data             | Turniej    | Nawierzchnia | Przeciwnik        | Wynik finału       |
| ------------- | -- | ---------------- | ---------- | ------------ | ----------------- | ------------------ |
| Finalista     | 1. | 6 maja 1990      | Singapur   | Twarda       | Kelly Jones       | 4:6, 6:2, 6:7      |
| Zwycięzca     | 1. | 27 maja 1990     | Bolonia    | Ceglana      | Marc Rosset       | 4:6, 6:4, 7:6      |
| Zwycięzca     | 2. | 15 lipca 1990    | Båstad     | Ceglana      | Magnus Larsson    | 6:2, 7:6           |
| Zwycięzca     | 3. | 6 stycznia 1991  | Wellington | Twarda       | Lars Jonsson      | 6:1, 6:4, 6:4      |
| Finalista     | 2. | 9 maja 1993      | Tampa      | Ceglana      | Jaime Yzaga       | 4:6, 2:6           |
| Finalista     | 3. | 12 czerwca 1994  | Florencja  | Ceglana      | Marcelo Filippini | 6:3, 3:6, 3:6      |
| Finalista     | 4. | 31 lipca 1994    | Hilversum  | Ceglana      | Karel Nováček     | 5:7, 4:6, 6:7(7)   |
| Finalista     | 5. | 15 stycznia 1995 | Sydney     | Twarda       | Patrick McEnroe   | 2:6, 6:7(4)        |
| Zwycięzca     | 4. | 28 września 1997 | Bukareszt  | Ceglana      | Andrea Gaudenzi   | 6:1, 7:6(2)        |
| Finalista     | 6. | 18 stycznia 1998 | Auckland   | Twarda       | Marcelo Ríos      | 6:4, 4:6, 6:7(3)   |
| Finalista     | 7. | 8 sierpnia 1998  | Amsterdam  | Ceglana      | Magnus Norman     | 3:6, 3:6, 6:2, 4:6 |

#### Gra podwójna (2–0)
| Końcowy wynik | Nr | Data             | Turniej     | Nawierzchnia | Partner       | Przeciwnicy                          | Wynik finału  |
| ------------- | -- | ---------------- | ----------- | ------------ | ------------- | ------------------------------------ | ------------- |
| Zwycięzca     | 1. | 26 sierpnia 1990 | Schenectady | Twarda       | Brad Pearce   | Brian Garrow Sven Salumaa            | 6:2, 3:6, 7:6 |
| Zwycięzca     | 2. | 27 lipca 1997    | Kitzbühel   | Ceglana      | Wayne Arthurs | Thomas Buchmayer Thomas Strengberger | 6:4, 6:3      |